# Laksefjeld

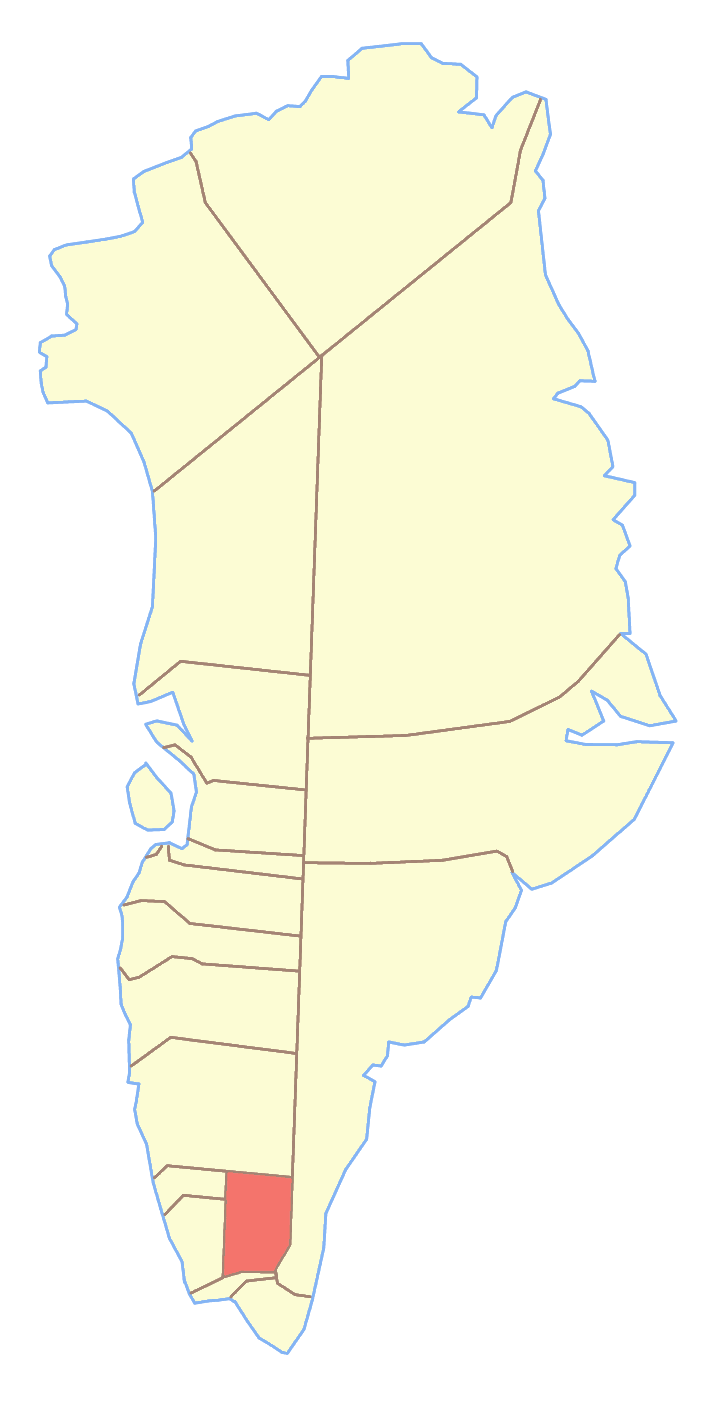
Ex comune di Narsaq, dove si trovava il Laksefjeld

Il Laksefjeld è una montagna della Groenlandia di 680 m. Si trova a 60°53'N 45°47'O; appartiene al comune di Kujalleq.